# 大西洋主義

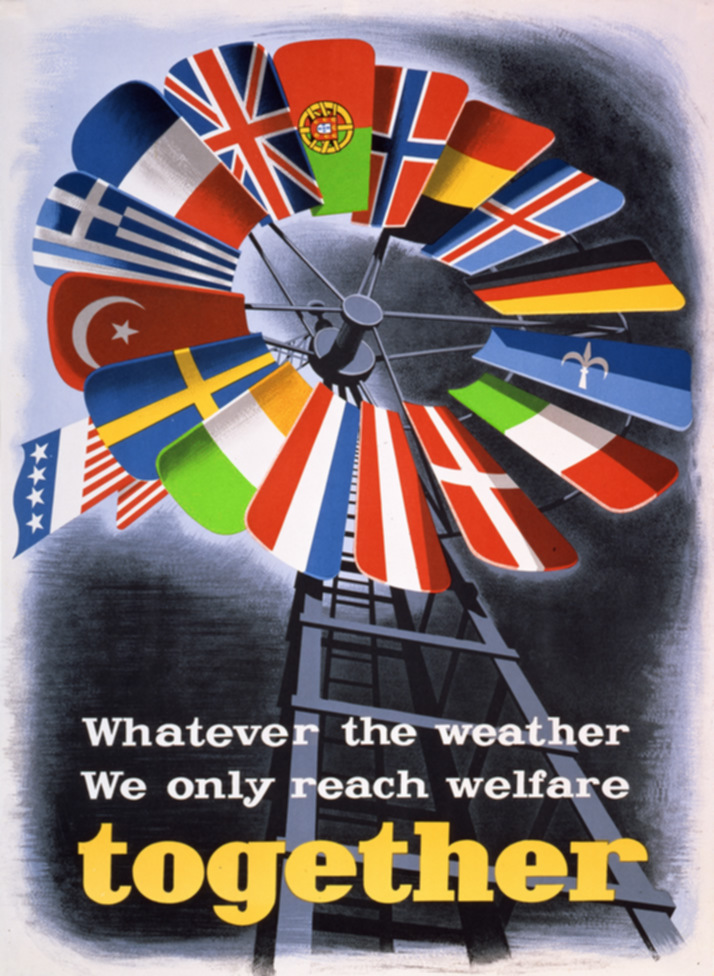
美国政府在冷战期间使用的海报，旨在团结欧洲和北美

大西洋主義（英語：Atlanticism）是一种西歐和北美國家（特別是美國）在政治、經濟、軍事防衛等議題上互相合作的國際關係哲學。其以維護相關國家安全为宗旨，并宣称保衛「民主、個人自由與法治」的價值。但与大西洋主义者宣称保卫的价值观不符，冷战期间的右翼威权主义者（如安東尼奧·德·奧利維拉·薩拉查），以及现代部分威权主义领导人（如雷杰普·塔伊普·埃尔多安、維克多·奧班和伊利哈姆·阿利耶夫）也持大西洋主义立场。其名稱是來自於將西歐與北美相隔開來的大西洋。與大西洋主義立場相對的是歐洲中心主義，即以歐盟為中心。
大西洋主义在21世纪主要受到美国中左翼和部分欧洲右翼的推动。

## 历史
北大西洋理事會是大西洋兩岸最早提供討論及決策的政府層級論壇。知名的大西洋主義者有前英國首相貝理雅、前英國首相白高敦、前英國首相卡梅倫、茲比格涅夫·布熱津斯基、哈維爾·索拉納、前德國聯邦總理赫爾穆特·科爾、前義大利總理西爾維奧·貝盧斯科尼和前加拿大總理布萊恩·馬爾羅尼。北大西洋公約組織是個大西洋主義組織，而F-35閃電II攻擊戰鬥機則是個大西洋主義計畫。
大西洋主義在21世紀經歷了恐怖主義和伊拉克戰爭後，有了明顯的改變。有些人開始質疑大西洋主義本身的想法，也有人認為，要維持各國安全，必須與北大西洋以外的國家結盟。在九一一事件後，北大西洋公約組織第一次引用了《北大西洋公約》第五條，條文中聲明，任何對其成員國的攻擊，將被視為對北約全體的攻擊。由北約多國組成的空中預警管制系統（AWACS），其飛機在美國領空巡邏，而歐洲國家則部署人員和設備。
2006年，北大西洋理事會宣佈北約的首要優先任務是促進阿富汗的和平與穩定。2006年底，北約在阿富汗共投入32,000名兵力。（包括11,000名受其指揮的美軍）
然而，伊拉克戰爭造成某些西歐國家與美國和東歐國家（如波蘭）之間的嫌隙。波兰等东欧国家基于反俄情绪，一直无條件支持亲美的外交政策。西班牙和義大利等支持伊拉克戰爭的欧洲國家，其支持伊戰的執政黨在之后的大選中落敗。英國首相布萊爾雖然與美國總統小布希採取相同立場，支持並参与伊拉克戰爭，不過他們皆獲得連任。羅馬尼亞和波蘭兩國牽扯入美國中情局的秘密監獄，雖然兩國都否認境內有黑牢（Black site）的存在，但大西洋主義依然受到影響。雖然加拿大、法國和德國三國國內依然反對伊拉克戰爭，但之后加拿大和法國都選出了傾向大西洋主義的領導人（史蒂芬·哈珀和尼古拉·薩科齊）並在2011年利比亞內戰期間積極參與北約對利比亞的軍事行動，而德國自1998年起的歷任總理（施羅德、梅克爾和蕭茲）則實行以歐洲中心主義為基礎的多邊外交政策並延續至今，且德國僅在1999年科索沃戰爭以及2001阿富汗戰爭中支持美國和北約。而在北約內部，因塔利班問題而造成美國與法國等部分歐盟國家對立，不過雙方關係已逐漸改善，特別是在俄羅斯與喬治亞的2008年南奧塞提亞戰爭爆發之後。
在英國脫離歐盟期間，部分脫欧派便主张重塑1980年代的大西洋主义，声稱英國脫欧后，与对岸的美加兩国加強贸易可抵消脫欧所帶來的影响。